# Il·luminació divina
Segons la il·luminació divina, el procés del pensament humà necessita ser ajudat per la gràcia divina. És l'alternativa més antiga i influent al naturalisme en la teoria de la ment i l'epistemologia. Va ser una característica important de la filosofia grega antiga, el neoplatonisme, la filosofia medieval i l'escola il·luminacionista de la filosofia islàmica.